# Budești (Chișinău)
Budești è un comune della Moldavia appartenente al Municipio di Chișinău di 5.036 abitanti al censimento del 2004

## Località
Il comune è formato dall'insieme delle seguenti località (popolazione 2004):
- Budești (4.497 abitanti)
- Văduleni (539 abitanti)

## Amministrazione

### Gemellaggi
- Bertinoro